# Picota (ciudad)
Picota es la capital de la provincia homónima, ubicada en el departamento de San Martín, Perú. Según el último censo, cuenta con 43 000 habitantes. Se encuentra a una altitud de 223 m s. n. m. Se encuentra a 60 kilómetros de Tarapoto, en el kilómetro 667 de la carretera Fernando Belaúnde Terry.La pequeña urbe se encuentra a las orillas del río Huallaga.

## Clima
Picota, ubicada en la región de San Martín, Perú, tiene un clima tropical húmedo, clasificado como Af según la clasificación climática de Köppen. Este tipo de clima se caracteriza por temperaturas altas y precipitaciones abundantes durante todo el año.
Temperatura media anual
La temperatura media anual en Picota es de aproximadamente 24 °C (75 °F). Las temperaturas varían ligeramente a lo largo del año, con una temperatura media máxima de 30 °C (86 °F) en los meses más calurosos (agosto a octubre) y una temperatura media mínima de 18 °C (64 °F) en los meses más frescos (junio a agosto).
Precipitaciones
La precipitación media anual en Picota es de aproximadamente 1,200 mm (47 in), con una distribución uniforme a lo largo del año. Los meses más lluviosos son marzo y abril, con una precipitación media de 150 mm (6 in) cada mes.
Humedad relativa
La humedad relativa en Picota es alta durante todo el año, con un promedio de 80-90%. Esto se debe a la proximidad a la selva amazónica.

En resumen, el clima de Picota es tropical húmedo, con temperaturas altas y precipitaciones abundantes durante todo el año. La temperatura media anual es de 24 °C (75 °F), con una humedad relativa alta.
| Parámetros climáticos promedio de Picota | Parámetros climáticos promedio de Picota | Parámetros climáticos promedio de Picota | Parámetros climáticos promedio de Picota | Parámetros climáticos promedio de Picota | Parámetros climáticos promedio de Picota | Parámetros climáticos promedio de Picota | Parámetros climáticos promedio de Picota | Parámetros climáticos promedio de Picota | Parámetros climáticos promedio de Picota | Parámetros climáticos promedio de Picota | Parámetros climáticos promedio de Picota | Parámetros climáticos promedio de Picota | Parámetros climáticos promedio de Picota |
| Mes                                      | Ene.                                     | Feb.                                     | Mar.                                     | Abr.                                     | May.                                     | Jun.                                     | Jul.                                     | Ago.                                     | Sep.                                     | Oct.                                     | Nov.                                     | Dic.                                     | Anual                                    |
| ---------------------------------------- | ---------------------------------------- | ---------------------------------------- | ---------------------------------------- | ---------------------------------------- | ---------------------------------------- | ---------------------------------------- | ---------------------------------------- | ---------------------------------------- | ---------------------------------------- | ---------------------------------------- | ---------------------------------------- | ---------------------------------------- | ---------------------------------------- |
| Temp. máx. media (°C)                    | 32                                       | 31                                       | 31                                       | 32                                       | 32                                       | 30.5                                     | 31                                       | 32                                       | 33                                       | 32.5                                     | 32                                       | 32                                       | 31.8                                     |
| Temp. media (°C)                         | 27.3                                     | 26.7                                     | 26.7                                     | 26.4                                     | 26.3                                     | 25.7                                     | 25.6                                     | 26.2                                     | 26.9                                     | 26.9                                     | 26.9                                     | 26.9                                     | 26.5                                     |
| Temp. mín. media (°C)                    | 22                                       | 22                                       | 22                                       | 22                                       | 22                                       | 20                                       | 19                                       | 20                                       | 21                                       | 22                                       | 22                                       | 22                                       | 21.3                                     |
| Precipitación total (mm)                 | 120                                      | 150                                      | 180                                      | 198                                      | 150                                      | 100                                      | 75                                       | 90                                       | 120                                      | 150                                      | 180                                      | 150                                      | 1663                                     |
| Fuente n.º 1: Accuweather                |                                          |                                          |                                          |                                          |                                          |                                          |                                          |                                          |                                          |                                          |                                          |                                          |                                          |
| Fuente n.º 2: climate-data.org           |                                          |                                          |                                          |                                          |                                          |                                          |                                          |                                          |                                          |                                          |                                          |                                          |                                          |